# Ministerium Beust

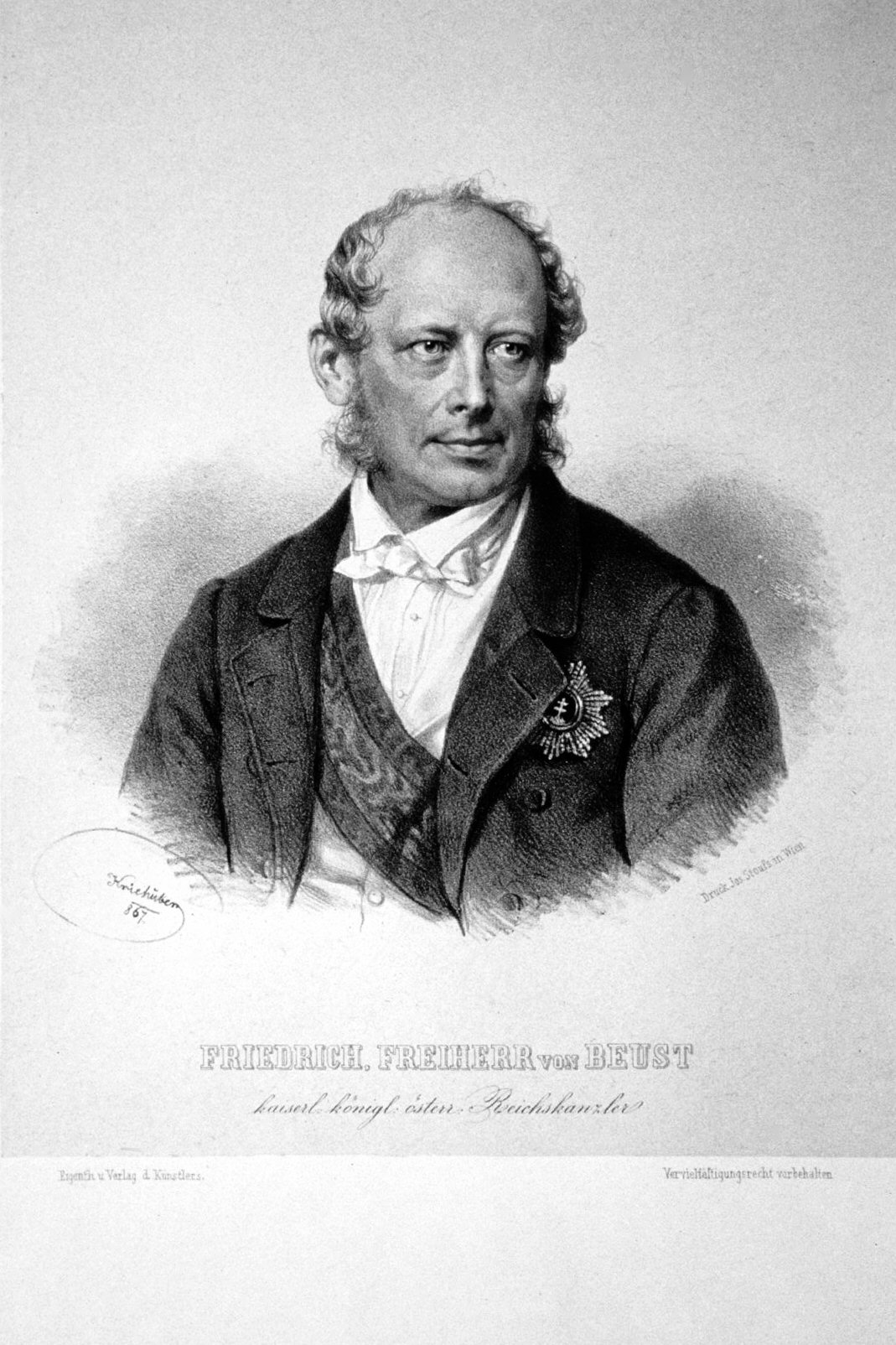
Friedrich Ferdinand von Beust war von Februar bis Dezember 1867 Vorsitzender im Ministerrat Altösterreichs

Das Ministerium Beust wurde am 7. Februar 1867 als Ministerium des Kaisertums Österreich unter Leitung des Vorsitzenden im Ministerrat Friedrich Ferdinand von Beust gebildet. Es war das letzte Ministerium des Kaisertums Österreich und im Übergang zur Doppelmonarchie Österreich-Ungarn das erste mit Inkrafttreten der Dezemberverfassung für Cisleithanien zuständige Kabinett.

## Geschichte
Beust, der von  1849 bis 1866 sächsischer Außenminister gewesen war, wurde ab dem 30. Oktober 1866 österreichischer Außenminister im Ministerium Belcredi. Die gegen Belcredis Willen erfolgte Ernennung des aus seiner Sicht mit den österreichischen Problemen nicht hinreichend vertrauten Beust und das Eingreifen der Kaiserin Elisabeth zugunsten eines einseitig die Ungarn bevorzugenden Ausgleichs veranlassten den Vorsitzenden des Ministerrats Belcredi nach einer Kronratsitzung, in der sich auch Kaiser Franz Joseph I. den Ansichten Beusts anschloss, am 3. Februar 1867 zum Rücktritt. Friedrich Ferdinand von Beust wurde zum Vorsitzenden im Ministerrat und Staatsminister ernannt und setzte im Februar 1867 den Ausgleich mit Ungarn durch und führte die konstitutionelle Dezemberverfassung ein, die am 21. Dezember 1867 in Kraft trat.
Das Ministerium Beust blieb bis zum 23. Dezember 1867 im Amt und war somit auch das erste Ministerium Cisleithaniens (eine vor allem im Beamtentum und bei Juristen gebräuchliche inoffizielle Bezeichnung für den nördlichen und westlichen Teil Österreich-Ungarns). Auf das Ministerium Beust folgte am 30. Dezember 1867 für Cisleithanien das Ministerium K. Auersperg. Beust wurde am  30. Dezember 1867  mit dem Amtstitel Reichskanzler Vorsitzender des Ministerrats für gemeinsame Angelegenheiten, er blieb dies bis zum 8. November 1871.
Die durch den mit Ungarn erzielten Ausgleich erfolgte Begünstigung der Ungarn, die in der Innenpolitik nun von Österreich weitestgehend unabhängig wurden, gegenüber den anderen Völkern der Habsburger-Monarchie heizte wie von Belcredi befürchtet in der Folge die Nationalitätenkonflikte an.

## Minister
Dem Ministerium gehörten folgende Minister an:
| Amt                             | Amtsinhaber                                                   | Beginn der Amtszeit            | Ende der Amtszeit                |
| ------------------------------- | ------------------------------------------------------------- | ------------------------------ | -------------------------------- |
| Ministerpräsident               | Friedrich Ferdinand von Beust                                 | 7. Februar 1867                | 23. Dezember 1867                |
| Außenminister                   | Friedrich Ferdinand von Beust                                 | 7. Februar 1867                | 23. Dezember 1867                |
| Handelsminister                 | Bernhard von Wüllerstorf-Urbair Franz Karl Becke (beauftragt) | 7. Februar 1867 18. April 1867 | 18. April 1867 23. Dezember 1867 |
| Kultus- und Unterrichtsminister | Eduard Taaffe Anton Hye von Glunek (beauftragt)               | 7. Februar 1867 27. Juni 1867  | 27. Juni 1867 23. Dezember 1867  |
| Finanzminister                  | Franz Karl Becke                                              | 7. Februar 1867                | 23. Dezember 1867                |
| Staatsminister                  | Friedrich Ferdinand von Beust                                 | 7. Februar 1867                | 23. Dezember 1867                |
| Innenminister                   | Eduard Taaffe                                                 | 7. Februar 1867                | 23. Dezember 1867                |
| Justizminister                  | Emanuel Heinrich Komers von Lindenbach Anton Hye von Glunek   | 7. Februar 1867 27. Juni 1867  | 27. Juni 1867 23. Dezember 1867  |
| Reichskriegsminister            | Franz von John                                                | 7. Februar 1867                | 23. Dezember 1867                |